# Mishawaka
Mishawaka es una ciudad ubicada en el condado de St. Joseph, Indiana, Estados Unidos. Según el censo de 2020, tiene una población de 51.063 habitantes.

## Geografía
Está ubicada en las coordenadas 41°40′36″N 86°9′56″O / 41.67667, -86.16556 (41.676606, -86.165356). Según la Oficina del Censo de los Estados Unidos, Mishawaka tiene una superficie total de 47.25 km², de la cual 46.35 km² corresponden a tierra firme y 0.90 km² es agua.

## Demografía
Según el censo de 2020, hay 51.063 personas residiendo en Mishawaka. La densidad de población es de 1111.68 hab./km². El 77.19% son blancos, el 9.51% son afroamericanos, el 0.43% son amerindios, el 2.82% son asiáticos, el 0.04% son isleños del Pacífico, el 2.07% son de otras razas y el 7.94% son de dos o más razas. Del total de la población, el 6.08% son hispanos o latinos de cualquier raza.